# Bemlos tempus
Bemlos tempus är en kräftdjursart som först beskrevs av A. A. Myers 1979.  Bemlos tempus ingår i släktet Bemlos och familjen Aoridae. Inga underarter finns listade i Catalogue of Life.